# Prangos cheilanthifolia
Prangos cheilanthifolia är en växtart i släktet Prangos och familjen flockblommiga växter.
Arten är perenn och är endemisk för Iran. Den beskrevs av Pierre Edmond Boissier.